# Sjakalen (film fra 1997)
 For alternative betydninger, se Sjakalen (flertydig). (Se også artikler, som begynder med Sjakalen)
Sjakalen (eng: The Jackal) er en amerikansk spændingsfilm fra 1997 instrueret og produceret af Michael Caton-Jones og med Bruce Willis og Richard Gere i hovedrollerne. Sjakalen er baseret på filmen af samme navn fra 1973.

## Medvirkende
- Bruce Willis – Sjakalen
- Richard Gere – Declan Mulqueen
- Sidney Poitier – FBI Deputy Director Carter Preston
- Diane Venora – Maj. Valentina Koslova
- Mathilda May – Isabella Zanconia
- J. K. Simmons – Special Agent T. I. Witherspoon
- Richard Lineback – Special Agent McMurphy
- John Cunningham – FBI Director Donald Brown
- Jack Black – Ian Lamont
- Tess Harper – The First Lady
- Leslie Phillips – Woolburton
- Stephen Spinella – Douglas